# Romopelma barrigae
 (novembre 2024).
Genre
Espèce
Romopelma barrigae, unique représentant du genre Romopelma, est une espèce d'araignées mygalomorphes de la famille des Theraphosidae.

## Distribution
Cette espèce est endémique de la province de Pichincha en Équateur,. Elle se rencontre vers San Miguel de los Bancos.

## Description
Le mâle holotype mesure 14,45 mm.

## Systématique et taxinomie
Cette espèce a été décrite par Peñaherrera-R., Pinos-Sanchez, Guerrero-Campoverde, León-E. et Cisneros-Heredia en 2024.
Ce genre a été décrit par Peñaherrera-R., Pinos-Sanchez, Guerrero-Campoverde, León-E. et Cisneros-Heredia en 2024 dans les Theraphosidae.

## Étymologie
Cette espèce est nommée en l'honneur de Consuelo Barriga.
Ce genre est nommé en l'honneur de David Fernando Romo Vallejo.

## Publication originale
- Peñaherrera-R., Pinos-Sanchez, Guerrero-Campoverde, León-E. & Cisneros-Heredia, 2024 : « Secrets of a didactic collection: a new tarantula genus from the Montane Forest of north-western Ecuador (Araneae: Theraphosidae). » Arachnology, vol. 19, no 9, p. 1185-1191.